# Fluoreto de bismuto(III)
Fluoreto de bismuto(III) é um composto inorgânico de fórmula química BiF3. Apresenta-se na forma de pó verde-esbranquiçado cujo ponto de fusão é 649°C.

## Síntese
Trifluoreto de bismuto pode ser preparado pela reação do óxido de bismuto(III) com o ácido fluorídrico:
Bi2O3 + 6 HF → 2 BiF3  + 3 H2O